# Compteur Coulter

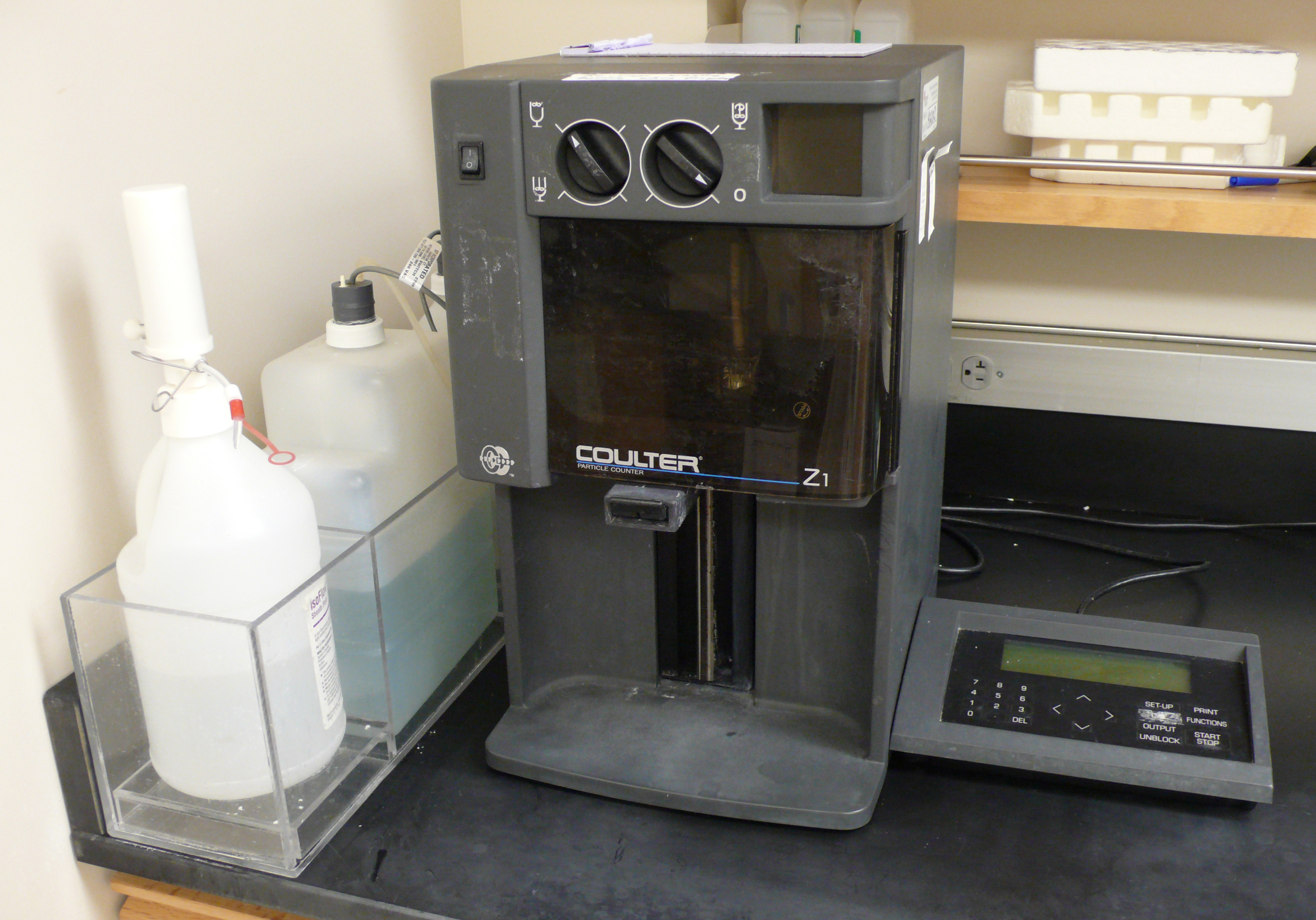
Un compteur Coulter

Un compteur Coulter est un appareil destiné à compter les particules et les cellules, et à en mesurer la taille. On l'utilise par exemple pour les bactéries, ou pour l'analyse de la distribution de la taille des particules dans la mesure de la qualité de l'air. 
Le compteur Coulter est commercialisé depuis les années 1950. 

## Principe
Le compteur détecte le changement de la résistance électrique lorsque l'on fait passer un électrolyte contenant des particules ou des cellules au travers d'une petite ouverture que l'on peut calibrer. Les cellules, n'étant elles-mêmes pas conductrices, génèrent de ce fait une variation de la résistance. Cette variation dépend de la taille de chaque particule comptée,.